# Resuscitate Me
Resuscitate Me – trzynasty singel szwedzkiej wokalistki September. Oficjalna premiera piosenki odbyła się w szwedzkim radiu Rix FM 29 października, natomiast w sprzedaży singiel będzie dostępny od 19 listopada na terenie całej Skandynawii. Utwór promuje czwarty album studyjny wokalistki, pt. Love CPR.